# Drachen
 (mars 2022).
Si vous disposez d'ouvrages ou d'articles de référence ou si vous connaissez des sites web de qualité traitant du thème abordé ici, merci de compléter l'article en donnant les références utiles à sa vérifiabilité et en les liant à la section « Notes et références ».

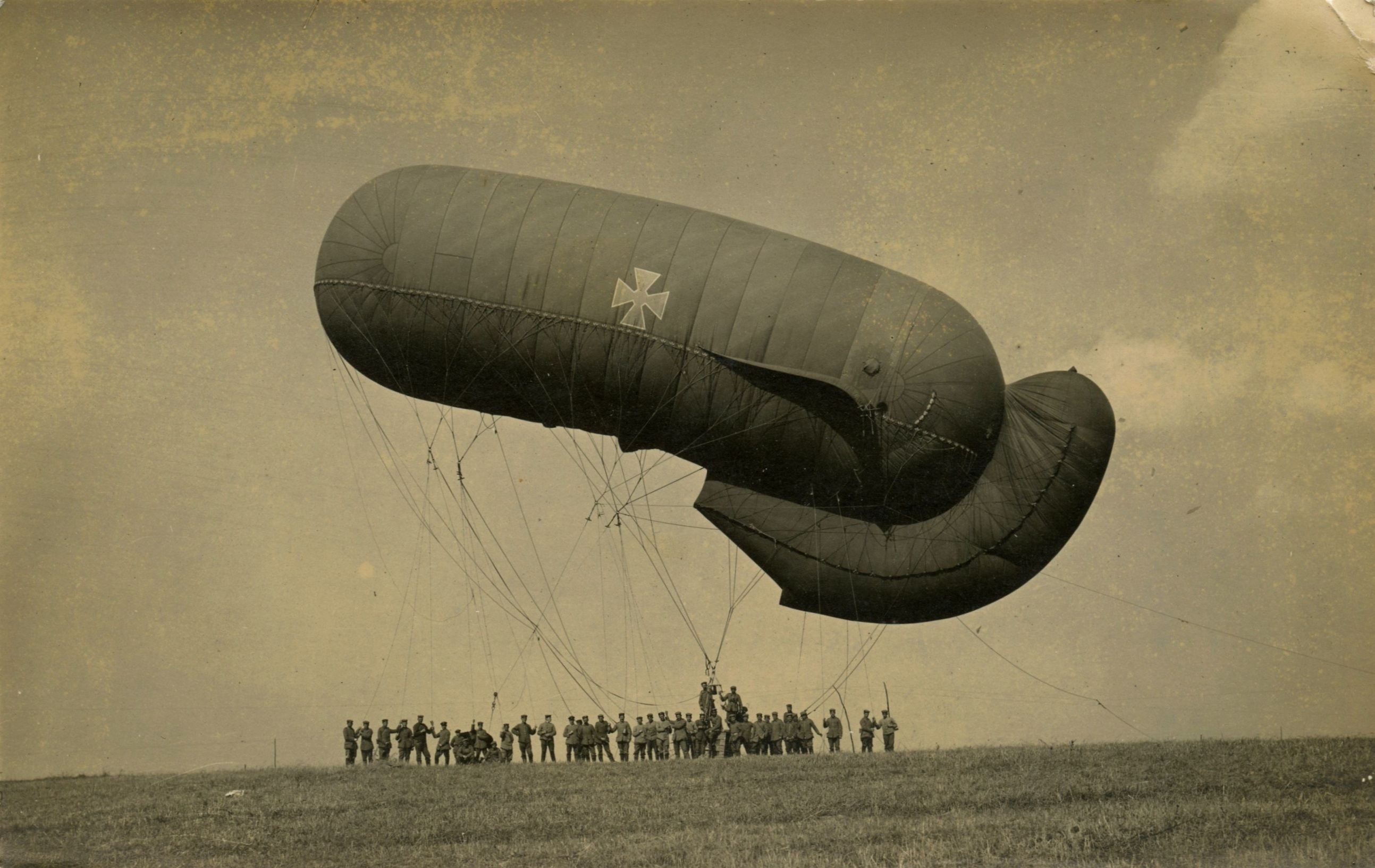
Un Drachen de l'armée impériale allemande.

Un Drachen (dragon en français) est un ballon captif de forme allongée, équipé d’un empennage, utilisé pendant la Première Guerre mondiale comme ballon d'observation. Les Français le surnommèrent  « saucisse », bien que le mot original allemand ait aussi été utilisé par les poilus.

## Construction et usage
Mis au point par l’allemand August von Parseval en 1898, le Drachen était un ballon gonflé à l'hydrogène de forme allongée et doté d'un empennage permettant de le garder face au vent. Son nez relevé lui donnait en outre une portance supplémentaire, à l'instar d'un cerf-volant. 
Il constituait un progrès notable sur les ballons sphériques utilisés auparavant (type "Fleurus" pour l'armée française en 1914) : il pouvait monter plus haut (1000 à 2000 mètres) et surtout fonctionner par vent important sans rendre malade l'équipage (les ballons sphériques étaient balayés dans tous les sens par des vents de 36 km/h et plus, le Drachen de 54 km/h, le "Caquot" de 90 km/h).
Pendant la première guerre mondiale, des ballons de ce type furent déployés par centaines dans les deux camps (les Français en réalisèrent des copies jusqu'à l'introduction du "Caquot" en 1916) près des lignes de front pour permettre le réglage des tirs d'artillerie et la surveillance des mouvements de l'ennemi. Il complète le travail des avions de reconnaissance, et est surnommé « saucisse » par les français à cause de sa forme. 
Les Drachen étaient protégés par des pièces de DCA au sol car ils subissaient souvent l'attaque d'avions adverses. Ils étaient la cible favorite de l'as belge Willy Coppens qui en abattit 34 en 1918 avec son Hanriot HD-1. Yves Le Prieur mis au point des roquettes incendiaires tirées par avion spécifiquement pour les détruire, avec succès.

## L'aérostier
L'aérostier envoyait ses informations au sol par message sur papier lesté d'un caillou, ou par liaison téléphonique s'il était pourvu d'un poste. 
La nacelle, parfois munie d'un appareil photographique, constitue une plate-forme idéale de prise de vue. 
L'aérostier était officiellement le seul combattant du conflit possédant un parachute pour sauter en cas d'attaque (à leurs frais, certains aviateurs s'en dotèrent aussi).